# Трамвай SB Tw

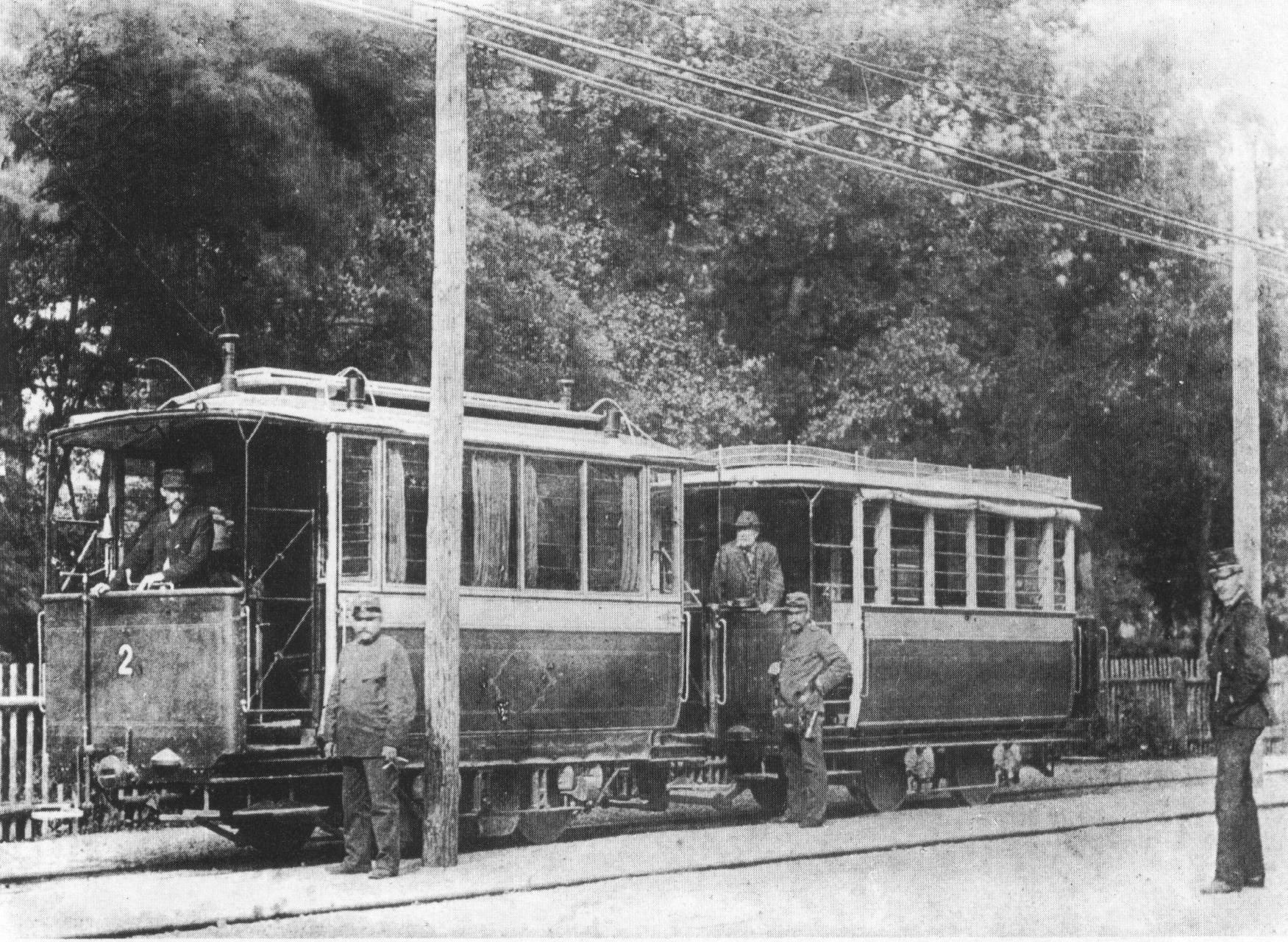
Трамвай SB Tw Siemens & Halske з порядковим номером 2 на першій лінії біля Мьодлінгу неподалік Відня

Трамвай SB Tw Siemens & Halske з № 24 в трамвайному депо Львова

Трамвай SB Tw Siemens & Halske  використовувався на перших регулярних трамвайних лініях Європи біля Берліна (травень 1881), неподалік Відня (1883).
Вагон човникового типу мав з двох сторін відкриті кабіни водія та центральну закриту пасажирську кабіну з верхніми вікнами-світликами з 18 сидячими і 13 стоячими  місцями. Довжина вагону в залежності від модифікації становила 5,560 м — 6,010 м при висоті 2,900 м, ширині 2,200 м. Дерев'яний корпус перших трамвайних вагонів виготовляла фабрика Wagonfabrik A.G. vorm. Paul Herbrand et C-ie у Кельні. Підпружинений корпус встановлювався на металевій рамі, у якій були закріплені дві колісні пари з базою 1500 мм. Рушійні колісні пари призначались для колії шириною 1000–1435 мм та мали діаметр коліс 750 мм. Вони були з'єднані через систему шестерень з електромотором фірми Siemens & Halske постійного струму потужністю 8,8 кВт (згодом 18,4 кВт) з барабанним якорем. Мотор розвивав 600 об./хв. та розганяв вагон до швидкості 15 км/год. При встановленні нового потужнішого двигуна маса трамваю зросла з 4,0 т до 4,8 т. Моторні вагони використовувались з причепними вагонами.
Аналогічні вагони також було куплено трьома партіями для використання на першій трамвайній лінії Львова у кількості 24 одиниці (16 (1894); 6 (1895); 2 (1899)) та отримали номери 1-24. Усі вони були списані 1920 року.

## Джерело
- Manfred Hohn, Dieter Stanfel, Hellmuth Figlhuber: Mödling-Hinterbrühl — Die erste elektrische Bahn Europas für Dauerbetrieb. Verlag Slezak, Wien 1983, ISBN 3-85416-079-8 (нім.)
- Тархов С. А. Історія Львівського трамваю. — Львів: Фенікс Лтд, 1994. — 128 с. — ISBN 5-87332-035-7